# Нтиона
Нтиона (фр. Ntiona) — небольшой город и супрефектура в Чаде, расположенный на территории региона Канем. Входит в состав департамента Северный Канем.

## Географическое положение
Город находится в западной части Чада, на границе Сахеля и Сахары, на высоте 508 метров над уровнем моря.
Населённый пункт расположен на расстоянии приблизительно 256 километров к северо-северо-востоку (NNE) от столицы страны Нджамены.

## Население
По данным официальной переписи 2009 года численность населения Нтионы составляла 29 662 человек (14 472 мужчины и 15 190 женщин). Население супрефектуры по возрастному диапазону распределилось следующим образом: 49,1 % — жители младше 15 лет, 45,1 % — между 15 и 59 годами и 5,8 % — в возрасте 60 лет и старше.

## Транспорт
Ближайший аэропорт расположен в городе Мао.